# Les Gandins du parc
Pour plus de détails, voir Fiche technique et Distribution.
Les Gandins du parc (en espagnol Los Guapos del parque ou L'hereu de Ca'n Pruna) est un film muet espagnol comique de poursuite réalisé par Segundo de Chomón, produit Alberto Marro, l'exploitant d'une salle de cinéma à Barcelone et Luis Macaya, un financier, sorti en 1904 ou 1905 en Espagne.

## Synopsis
Dans un petit village espagnol, un jeune homme très poilu et hirsute, habillé grotesquement, demande à un scribe dans sa boutique d'écrire pour lui l'avis suivant : « L'héritier de la maison Pruna souhaite se marier. Vous pouvez le rencontrer à la ferme Chicha-Chic à Horta. Il aura un brin de laurier à la boutonnière ». 
L'avis est affiché sur le mur. Des groupes de femmes passent et le lisent avec intérêt. Pendant ce temps, le jeune homme attend devant sa maison avec une grosse branche de laurier enfoncée dans le gilet. Une foule de prétendantes se rassemble devant lui. Devant le nombre, il prend peur et s'enfuit, poursuivi par elles. Une course-poursuite s'engage : il sort de la propriété par un grand portail, escalade un mur, tombe sur une pente raide, vole la bicyclette d'un homme et s'en va pour chuter peu après, continue à courir dans une allée, passe à travers un verger. Tout au long de sa course, les femmes courent derrière lui (les dernières secondes du film sont manquantes).

## Fiche technique
- Réalisateur : Segundo de Chomón
- Producteur :  Macaya et Marro
- Son :  Muet
- Format : Court-métrage en noir et blanc
- Genre: Comédie
- Durée : 6 minutes
- Pays : Espagne
- Année de sortie : 1904
- Distribution en Espagne : Cameo Media (DVD, 2011)

## Querelle d'antécédence
Ce film a fait l'objet d'une polémique entre historiens du cinéma espagnol, sur le fait de savoir qui est le premier réalisateur d'un film comique en Espagne, après que Fructuós Gelabert a accusé Segundo de Chomón d'avoir imité son propre film, Los guapos de la Vaqueria del Parque, cette affirmation ayant été reprise à son compte par l'historien Fernández Cuenca, qui considère Marro et Macaya avaient demandé à Segundo de Chomón de réaliser une nouvelle version du film de Gelabert, en arguant du fait que le film, inspiré d'un fait réel, relevait du domaine public. Georges Sadoul, de son côté, dans un premier temps, date le film de Chomón de 1903 et le considère comme le premier qu'il ait réalisé (avant de le dater, quatre ans après, de 1905). Selon Juan-Gabriel Tharrats, Chomón, « après avoir décliné l'offre, l'accepta à condition de pouvoir réécrire le scénario à sa façon, ce qui fut fait ». Selon Palmira González López, le film de Chomón, sorti en décembre 1904 alors que celui de Gelabert est sorti en 1905, est une reprise de How a French Nobleman Got a Wife Through the 'New York Herald' Personal Columns, un film américain réalisé en 1904 par Edwin S. Porter pour la société Edison Studios, lui-même un remake de Personal de Wallace McCutcheon. Ce serait donc Chomón qui aurait été copié par Gelabert et serait le réalisateur du premier film comique espagnol.